# إريكا ستيفاني
إريكا ستيفاني (من مواليد 18 يوليو 1971) هي محامية وسياسية إيطالية ششغلت منصب وزير الشؤون الإقليمية والاستقلال الذاتي الإيطالي من 1 يونيو 2018 إلى 5 سبتمبر 2019 ووزيرًا للإعاقة الإيطالي منذ 13 فبراير 2021. عضو في رابطة الشمال، عملت كعضو في مجلس الشيوخ الإيطالي منذ 15 مارس 2013.

## السيرة الشخصية
انخرطت ستيفاني في الأصل في السياسة عندما ترشحت لعضوية مجلس بلدية تريسينو في عام 1999، وفازت في الانتخابات. انضمت لاحقًا إلى رابطة الشمال وأعيد انتخابها كعضو مجلس في عام 2009 في قائمة الحزب. خلال فترة ولايتها الأخيرة شغلت أيضًا منصب نائب عمدة مدينة تريسينو ومستشارًا للتخطيط الحضري.
في الانتخابات العامة الإيطالية لعام 2013 ترشحت عن حزبها لعضوية مجلس الشيوخ الإيطالي عن دائرة فينيتو، وفازت وأعيد انتخابها في انتخابات 2018 عن دائرة فيتشنزا.
في 1 يونيو 2018 أدت ستيفاني اليمين وزيرا للشؤون الإقليمية والحكم الذاتي. خدمت حتى 5 سبتمبر 2019.
في 13 فبراير 2021 تم تعيين ستيفاني وزيراً للإعاقة في إيطاليا.